# Contemporary Italian Paintings
Contemporary Italian Paintings è stata una mostra di pittura contemporanea italiana tenuta in Australia nel 1963.

## Svolgimento
La mostra venne organizzata dalla Quadriennale di Roma su incarico del Ministero degli affari esteri e del Ministero della pubblica istruzione. Pensata in occasione dell'Esposizione internazionale di Melbourne, venne allestita in diverse città australiane: Melbourne (Georges Art Gallery, 26 febbraio - 14 marzo), Sydney (David Jones Art Gallery, 10 - 22 aprile), Brisbane (Finney Isles Art Gallery, 8 - 15 maggio), Adelaide (Bonython Art Gallery, 27 maggio - 10 giugno), Mildura (Mildura City Art Gallery, 21 giugno - 18 luglio) e Perth (Skinner Art Gallery, 14 - 23 agosto).

## Opere esposte
Venne esposto un dipinto di quarantuno artisti: Ugo Attardi, Renato Barisani, Enzo Brunori, Alberto Burri, Ennio Calabria, Giovanni Cappelli, Giorgio Celiberti, Antonio Corpora, Piero Dorazio, Gianni Dova, Fernando Farulli, Gustavo Foppiani, Paolo Ganna, Alberto Gianquinto, Piero Guccione, Giuseppe Guerreschi, Luigi Guerricchio, Renato Guttuso, Raffaele Leomporri, Giuseppe Martinelli, Carlo Montarsolo, Marcello Muccini, Cesare Peverelli, Gaetano Pompa, Carlo Quattrucci, Antonio Recalcati, Bepi Romagnoni, Pietro Ruggeri, Giuseppe Santomaso, Sergio Saroni, Emilio Scanavino, Alberto Sughi, Francesco Tabusso, Lorenzo Tornabuoni, Ernesto Treccani, Giulio Turcato, Aldo Turchiaro, Sergio Vacchi, Emilio Vedova, Renzo Vespignani e Giuseppe Zigaina.